# Мужчине живётся трудно. Фильм 41: Любовное путешествие Торадзиро
«Мужчине живётся трудно. Фильм 41: Любовное путешествие Торадзиро» (яп. 男はつらいよ　寅次郎心の旅路, отоко ва цурай ё торадзиро кокоро-но табидзи; англ. Tora-San Goes to Vienna  (Tora-san 41) — японская комедия режиссёра Ёдзи Ямады, вышедшая на экраны в 1989 году. 41-й фильм популярного в Японии киносериала о комичных злоключениях незадачливого чудака Торадзиро Курума, или по-простому Тора-сана. Единственный фильм цикла о Тора-сане, в котором действие и съёмки разворачиваются за пределами Японии. По результатам проката фильм посмотрели 1 млн. 852 тыс. японских зрителей.

## Сюжет
Тора-сан вновь путешествует по Японии. Поезд на котором он едет делает экстренную остановку в районе городка Мицуэ из-за человека, который лёг на пути и желает таким образом свести счёты с жизнью. Этим беднягой оказался служащий Хёма Сакагути. Сердобольный Тора-сан берётся опекать несчастного и даже закатывает в честь него вечеринку. Пришедший в себя и вновь почувствовавший вкус к жизни Сакагути желает отблагодарить новообретённого товарища и предлагает Торадзиро махнуть вдвоём в Вену. Сакагути надеется, что музыкальная столица Европы окончательно развеет его и не останется даже мысли о самоубийстве. Хотя сестра Сакура, тётя Цунэ и дядя Тацудзо и отговаривают его от этой поездки (мол слишком далеко эта Вена и неизвестно чем это может закончиться) и даже его врождённая боязнь самолётов не могут остановить Торадзиро, ведь он не хочет разочаровывать своего нового друга. В столице Австрии Тора-сан чувствует себя довольно потерянным. В то время как Сакагути с восторгом посещает художественные галереи и театры Вены, Торадзиро начал предаваться тоске по родине, пока… он не встречает в одном из венских музеев девушку-гида японку, в которую конечно же влюбляется, но, как и все его предыдущие романы, этот также затухает. Вернувшись к себе на родину, он произносит свою фирменную фразу: «это был просто сон».

## В ролях
- Киёси Ацуми — Торадзиро Курума (или Тора-сан)
- Тиэко Байсё — Сакура, сестра Торадзиро
- Кэйко Такэсита — Кумико
- Кэйко Авадзи — госпожа
- Акира Эмото — Хёма Сакагути
- Гин Маэда — Хироси, муж Сакуры
- Масами Симодзё — Рюдзо Курума, дядя Тора-сана
- Тиэко Мисаки — Цунэ Курума, тётя Тора-сана
- Хидэтака Ёсиока — Мицуо Сува, сын Сакуры и Хироси, племянник Тора-сана
- Хисао Дадзай — Умэтаро, босс Хироси
- Тисю Рю — Годзэн-сама, священник

## Премьеры
- — национальная премьера фильма состоялась 5 августа 1989 года в Токио[1].
- — фильм демонстрировался в США с ноября 1989 года[3].

## Награды и номинации
Премия журнала «Кинэма Дзюмпо» (1990)
- Номинация на премию за лучший фильм 1989 года, однако по результатам голосования занял только 22 место.